# Eleonora af Bretagne
Eleonora af Bretagne, den smukke jomfru (ca. 1184 – 10. august 1241), også kendt som Ungmøen fra Bretagne, Perlen fra Bretagne, eller Skønheden fra Bretagne, var den ældste datter af Godfred 2., hertug af Bretagne, den fjerde søn af kong Henrik 2. af England, og Konstance, hertuginde af Bretagne. Efter sin fængslede yngre bror Arthurs den formodede død i 1203 var hun arving til en række lande, herunder England, Anjou og Aquitaine samt Bretagne, riger, hvor den saliske lov, der forhindrede kvindelig arvefølge, ikke gjaldt. Hendes onkel Johan var Henriks femte søn, og Eleonora arvede Arthurs krav på tronen som barn af Johans ældre bror Godfred. Således udgjorde hun en potentiel trussel mod Johan og efter hans død i 1216 også mod sin fætter Henrik 3. af England. Hun blev fængslet fra 1202 og blev dermed det længst tid fængslede medlem af en engelsk kongefamilie. Som fange var hun heller ikke i stand til at effektuere sit krav på Hertugdømmet Bretagne som sin mors arving.
Ligesom Matilde af England og Elizabeth fra York, fik hendes krav på den engelske trone ikke meget støtte fra baronerne på grund af forventningen om, at monarken skulle være mand, til trods for at loven tillod en kvindelig monark. Nogle historikere har kommenteret, at hendes fængsling var "Kong Johans mest uretfærdige handling".

## Barndom
Eleonora blev mistede sin far i en alder af to år og blev opdraget af sin onkel Richard Løvehjerte og sin bedstemor Eleonora, hertuginde af Aquitaine. Imidlertid betød Richards værgeskab også, at hun var under angevinsk varetægt, og selv hendes mor Konstance betragtede hende aldrig som en potentiel arving til Bretagne, hvilket svækkede hendes senere krav på hertugdømmet. Da hendes yngre bror Arthur var arvingen til England og Bretagne, var hun en af de mest eftertragtede prinsesser på det tidspunkt. I 1190, efter at det ikke var lykkedes for Richard at få sin yngre søster Johanne gift med Al-Adil, broren til Saladin, foreslog han, at Eleonora skulle være bruden i stedet, men forhandlingen viste sig også at være forgæves, da Al-Adil ikke viste interesse for kristendommen. I 1193 blev hun forlovet med Frederik, søn af Leopold 5., hertug af Østrig, som en del af betingelserne for at løslade Richard, der var blevet holdt fanget af kejser Henrik 6. Men da hun var på vej til Østrig med Balduin af Bethune det næste år, døde hertugen, så ægteskabet aldrig fandt sted, og efter ordre fra Pave Celestin 3. vendte hun tilbage til England ledsaget af sin bedstemor Eleonora.
I sommeren 1195 blev et ægteskab mellem hende og Ludvig, søn af Filip 2. af Frankrig, foreslået som del af en en alliance mellem Richard og Filip, men forhandlingerne mislykkedes igen. Det siges, at kejseren var imod ægteskabet, og fiaskoen var også et tegn på, at kongen ville fjerne Arthur som arving til England og i stedet gøre sin eneste levende bror Johan til arving. Dette førte hurtigt til en pludselig forringelse af forholdet mellem Richard og Filip. Et andet ægteskab med Odo 3., hertug af Burgund kan være blevet foreslået, for i 1198 forbød Filip Odo at gifte sig med nogen slægtninge til Richard uden sin tilladelse.

## Fængsling

### Under Johan
Efter kong Richards død i 1199 begyndte en magtkamp mellem tilhængerne af den 12-årige Arthur og Richards yngste bror Johan. Eleonora var sandsynligvis allerede under Johans kontrol, da Arthurs styrker blev besejret, og han blev taget til fange Slaget ved Mirebeau den 1. august 1202. Der er bestemt ikke nævnt noget om hendes tilfangetagelse efter slaget. Arthur forsvandt på mystisk vis i fangenskab året efter. Da Eleonora stadig var en potentiel arving, da Johan dengang ikke havde nogen legitime børn, og i det mindste var til at foretræk frem for senere prætendenter til tronen som Ludvig af Frankrig, er det usandsynligt, at Johan allerede havde besluttet sig at holde sin niece indespærret i resten af hendes liv.
Den 6. december samme år flygtede Johan fra Normandiet og tog Eleonora, sin fange, med sig. Det blev sagt, at hun oprindeligt blev ført til det nordlige England og derefter til Bristol, bevogtet af fire riddere. I foråret 1204 krævede Filip 2. af Frankrig, at Eleonora blev løsladt for at blive gifte sig med hans yngre søn.
Oprindeligt sørgede Johan for at lokale baroner besøgte Eleonora for at bevise hendes velvære. I 1206 holdt Johan hende kortvarigt fængslet på Brough Castle i Westmorland (nu i Cumbria) og overlod hende til Robert de Vieuxpont, som kontrollerede borgen, inden han flyttede hende til Bowes Castle i det nordlige Yorkshire (nu i County Durham) og endelig til Corfe Castle på Isle of Purbeck på Dorset-kysten sammen med 25 franske riddere, der var loyale over for hende, bevogtet af Stephen de Turnham. Efter et forsøg på at flygte blev 22 af dem taget til fange igen og sulte ihjel. Eleonora boede i Corfe Castles Gloriet Tower, spiste måltider i Den store sal og fik lov til at gå i ude langs murene. Hun var tildelt tre tjenestepiger og fik stoffer til tøj og sengetøj og lommepenge op til 5 mark pr. kvartal. Hun modtog også fra Johan en sadel med forgyldte tøjler og røde ornamenter, en gave, der fortalte, at hun ikke var hårdt fængslet. Johan sendte også hende figner og mandler. En uges indkøbsliste for Eleonora i fangenskab, der har overlevet giver et billede af den aristokratiske kost på det tidspunkt: Lørdag: Brød, ale, tunge (fladfisk), mandler, smør, æg. Søndag: Lammekød, svinekød, kylling og æg. Mandag: Oksekød, svinekød, honning, eddike. Tirsdag: svinekød, æg, hejre. Onsdag: Sild, conger, tunge (fladfisk), ål, mandler og æg. Torsdag: Svinekød, æg, peber, honning. Fredag: conger, tunge (fladfisk), ål, sild og mandler.
I 1208 forsøgte biskopperne fra Nantes, Vannes og Cornouaille forgæves at forhandle Eleonoras frihed. Mange af hendes tilhængere blev forvist. Eleonora blev tvunget til at overlade Bretagne og Richmond til Johan, der omtalte hende som sin "kæreste niece" i kommunikationen med bretonerne. Som den ældste datter af Konstance, skulle Eleonora have været anerkendt som hertuginde af Bretagne efter sin bror Arthurs død. Men i stedet gjorde de bretonske baroner, der frygtede Kong Johan krav på at herske i Bretagne i Eleonoras navn eller hans ønske om at gift hende med en vasal, der var loyal overfor England, hendes yngre halvsøster Alix til hertuginde i stedet. Eleonora blev tiltalt som hertuginde af Bretagne og grevinde af Richmond, som sin brors efterfølger, men dette var kun en titulærtitel, da Alix blev hertuginde af Bretagne i 1203 og også erklæret for grevinde af Richmond, og lavede selv rettighedsbreve for dette gods. De bretonske baroner, uvidende om hendes opholdssted, var altid parate til at indsætte hende som hertuginde, hvis hun blev frigivet. Faktisk tilladte Johan hende at bruge titlerne af Bretagne og Richmond, og han talte endda med bretonske adelsmænd om at lade hende blive fri. Han fik Eleonora til at skrive et brev til bretonske baroner og kirkefolk, der beskrev hendes liv i fangenskab, udtrykte sit håb om at blive befriet og bede dem om at komme til England for at forhandle om hendes løsladelse. Dette brev er det eneste overlevende dokument skrevet af Eleonora.
I 1209 sendte Vilhelm 1. af Skotland sine døtre Margrete og Isabella til Johan som gidsler for at sikre fred mellem Skotland og England, og de blev også fængslet på Corfe Castle sammen med Eleonora. I juni 1213 sendte Johan grønne kåber, lammeskindsklædte kapper og sommertøj til de fængslede prinsesser. De fik undertiden lov til at ride ud under den strengeste vagt.
I 1213 brugte Johan Eleonora til at afpresse Peter 1., hertug af Bretagne Alix' mand og medregent til en alliance med England, hvor han fristede ham med tilbuddet om Eleonoras besiddelse Richmond, men Peter forblev loyal over for Frankrig, selv efter at Johan havde taget Peters ældre bror Robert 3. til fange i Nantes. Samme år erklærede Johan England som et paveligt len, og Pave Innocens 3. hævdede således at være værge for Eleonora. I februar 1214 var Johan på felttog i Aquitanien og Poitou sammen med Eleonora, såvel som sin dronning og prins Richard mod Alix i håb om at få bretonsk støtte og indsætte Eleonora som sin marionethertuginde. Hans ambition blev led et knlk efter hans nederlag i Slaget ved Roche-au-Moine. I juli trak Johan sig tilbage til England, stadig med Eleonora i sin kontrol. Samme år talte Johan igen med bretonske adelsmænd om Eleonoras rettigheder og frihed, men efter dette felttog blev Johan overbevist om, at han ikke kunne få noget fra hendes krav til hertugdømmet, så han anerkendte også Alix som hertuginde af Bretagne og støttede aldrig mere Eleonora selv i hendes navn. Henrik 3. gjorde heller ikke efter sin tronbestigelse. Indtil da havde Filip 2. indtaget hovedparten af de angevinske territorier, og hverken bretonerne eller Filip 2. anmodede nogensinde positivt om Eleonoras løsladelsen, da det syntes mere stabilt for dem at have hende fængslet i England snarere end at hun blev en fransk hertuginde.
Spændingerne mellem Johan og de anglo-normanniske baroner brød endelig ud i krig med Den første baronerkrig i 1215, og Ludvig af Frankrig ledte en invasion af England for at støtte sit krav på den engelske trone gennem sin hustru Blanka af Kastilien, datterdatter af Henrik 2., men Innocens 3. hævdede, at Eleonora havde et bedre bedre krav end Johan. Da Magna Carta blev udstedt det år, blev det krævet, at alle Johans gidsler inklusive skotske og walisiske prinsesser blev løsladt, det gjaldt dog imidlertid ikke Eleonora.
Der er forskellige beretninger om, hvor Eleonora blev holdt fanget gennem årene. Nogle kilder siger, at hun blev holdt fængslet på Corfe Castle, og andre siger på Bristol Castle i alle de 39 år. Imidlertid bekræfter optegnelse under Henrik 3., at Eleonora havde skabt en regning på 117 £, mens hun havde været fængslet af Johan på Gloucester Castle.

### Under Henrik 3.
Johan døde nær slutningen af Den første baronerkrig i 1216. På trods af at Eleonoras krav på tronen ifølge førstefødselsretten var bedre, foretrak de engelske baroner kong Johans unge søn Henrik til at erterfølge ham, hvilket efterlod den 32-årige prinsesse, tilsyneladende stadig smuk og trodsig, under Peter de Maulays bevogtning.
Da hendes krav på England og Aquitanien stadig var en trussel mod sin søn, havde Johan inden sind død erklæret, at Eleonora aldrig skulle løslades. Således, omend aldrig et samlingspunkt for utilfredse engelsk baroner under den tidlige del af Henrik 3.'s regeringstid, blev Eleonora stadig holdt i halvt fangenskab, eller "under en mild husarrest", uanset hvor stor en løsesum bretonerne ville betale (hvis der var nogen forsøg). Hendes overlevelse blev sikret i henhold til traktaten mellem England og Frankrig. I 1218 ophørte hun med at blive betegnet som grevinde af Richmond, efter at William Marshal, Henriks regent, anerkendte Peter som jarlen. Henrik 3. betegnede Eleonora, nu uden en titel tilbage, som "kongens kvindelige slægtning" eller "vores kusine".
I 1221 var der et rygte om en plan for at redde Eleonora og overlevere hende til kongen af Frankrig. I 1225 blev Peter de Maulay beskyldt for i ledtog med med kongen af Frankrig at have planlagt at få et skib til at føre prinsessen væk, og han faldt efterfølgende i unåde. Påstanden kan have været falsk for at miskreditere de Maulay og Peter des Roches, som også faldt i kongelig unåde i foråret 1234. Uanset om komplottet eksisterede eller ej, blev Eleonora snart flyttet væk fra kysten. Fra den 13. juni 1222 blev hun overført mellem Gloucester (31. juli 1222 til 20. juli 1223), Marlborough (20. august til 9. oktober 1223 og januar 1224) og Bristol (før Mikkelsdag 1224). Hun endte til sidst i Bristol fra juni 1224 for en tid og blev besøgt af Henrik 3.. Gloucester Castle overførte midlertidigt alle sine fanger til et andet sted for at kunne huse prinsessen.
Skønt Henrik 3. iværksatte en lov, der kunne forhindre Eleonora i på lovlig vis at arve kronen og betænkte, at Eleonora aldrig juridisk set kunne arve, tog han og hans regering alvorlige træk for at holde Eleonora fanget. De udnævnte og overvågede hendes vogtere og udskiftede dem ofte. Blandt hendes senere vogter var: Engelard de Cigogné, Walter de St. Audoen, Richard de Landa, Gilbert de Greinville, Ralph Musard, Robert Lovel og Matthew de Walop.
Imidlertid levede Eleonora og blev behandlet som en kongelig prinsesse, og det blev registreret, at hun havde sine egne lejligheder på slottene, hvor hun blev holdt fanget og modtog generøse gaver fra den kongelige familie, såsom spil, frugt, nødder og vin. Hun havde også ordentligt, men ikke pralende tøj. Fra 1225 fik hun et tilskud. Henrik 3. sendte selv hende engang 50 meter linneklæde, tre hovedlin, henholdsvis 50 pund mandler og rosiner og en kurv med figner. Han tilbød hende en til sadel, et bevis på, at hun stadig kunne ride. engang bad han borgmesteren og fogeden om at øge hendes hushold der. Guvernøren viste hende frem for offentligheden årligt for at afværge rygter om, at den kongelige fange var kommet til skade. Dette antyder muligvis, at lokalbefolkningen havde sympati for hende. Nogle gange besøgte den lokal borgmester, fogeder, ansvarsfulde civile og visse adelige kvinder hende for at sikre hendes sikkerhed. Hun blev engang bevogtet af Peter de Rivaux, men da Rivaux mistede magten i 1234, blev både hun og slottet overdraget til William Talbot i stedet. Hun var i Woodstock i november 1237. Samme år blev hun igen holdt fanet på Gloucester Castle, igen under William Talbots varetægt, hvis kone hun syntes at have skændtes med. Sheriff John Fitz Geoffret betalte for hendes udgifter. Da Rivaux blev forsonet med Henrik 3., ophørte William Talbot med at kontrollere Gloucester Castle. I påsken eller november 1238 blev Eleonora overført igen til Bristol.
I 1235 opgav Peter af Bretagne Richmond, og Eleonora skulle nu få æren af Richmonds herregård i Swaffham i Norfolk. Men i 1241 blev Swaffham kontrolleret af Henrik 3., og Eleonora modtog kun et kontant beløb fra den, som en gave fra kongen.
Under sin op mod 39 år lange fængsling, var Eleonora tilsyneladende uskyldig for enhver forbrydelse, aldrig stillet for retten eller dømt. Hun blev betragtet som en "statsfange", havde forbud mod at gifte sig og blev bevogtet tæt, selv efter sine frugtbare år.

## Død og arv
Eleonora døde som en nonne i 1241 i en alder af 57 eller 59 år. Hun blev oprindeligt begravet i St James 'Priory, Bristol, derefter genbegravet i Amesbury Abbey i Wiltshire efter sit eget ønske, annonceret af Henrik 3. Hun donerede også sin legeme dertil. I betragtning af forbindelsen mellem Amesbury og Huset Plantagenet var Eleonoras endelige valg af gravsted sandsynligvis et tegn på underkastelse og loyalitet over for sit dynasti, men det kan også have været hendes sidste protest mod hendes og broderen Arthurs skæbne, eftersom klosteret var dedikeret til Jomfru Maria og Sankt Melor, en ung bretonsk prins myrdet af sin onde onkel, der tilranede sig hans trone. Ingen af gravstederne har dog et mindesmærke for hendes jordiske rester.
The Chronicle of Lanercost hævder, at den angerfulde Henrik 3. havde givet Eleonora en guldkrone for at legitimere sig selv og hans efterkommere kort før hendes død, og kun tre dage senere blev kronen doneret til den unge prins Edvard (den fremtidige Edvard 1. af England) som en gave. En anden version fortæller, at hun kun havde kronen i en dag, før hun sendte den tilbage.
Annales Londonienses registrerede hendes død og refererede til hende som "Alienora quondam comitis Britanniæ filia, in custodia diuturni carceris strictissime reservata" (på dansk: "Eleonora, datter af den afdøde greve af Bretagne, længe befundet sig i forvaring i det strengeste fængsel der findes"), og bemærkede, at hun var den retmæssige arving til England, skønt Henrik 3. nogle år efter hendes død stadig ikke var villig til at indrømme, at han oprindeligt ikke var den arvingen til Kongeriget England. The Annals fra Tewkesbury registrerede dødsfaldet "IV Id Aug" i 1241 af "Alienora de Britannia consanguinea domini regis Henrici Angliæ" (på dansk: "Eleonora af Bretagne, en blodsslægtning til vor Herre Kong Henrik af England"). The Chronicle of Lanercost registrerede Eleonora som værende den smukkeste, mest målbevidste og taktfulde kvinde. De begrænsede kilder om hendes karakter er i overensstemmelse med denne vurdering og antyder, at hun aldrig blev opgav sig til sin skæbne, selv årtier indesluttet i fængsel kunne ikke tvinge hende til at give afkald på sine rettigheder, skønt der var et lille håb om, at de blev opfyldt. Fogederne der, blev bedt om sørge for vokslys og almisse til hendes begravelse.
I 1246 gav Henrik 3. en præst til opgave at læse daglige messer hendes sjæl. I 1268 forærede Henrik 3. herregården i Melksham, Wiltshire, et sted, som Eleonora havde været glad for, til Amesbury for Eleonoras og Arthurs sjæle. Således blev Eleonora en velgører for klostret.

## Portrætteringer
Ingen gjorde Eleonora heltinde i prosa eller i rim i lang tid, og den første akademiske artikel med hende som hovedemne kom først ind 1907.
Eleonora optræder sommetider i historisk fiktion, for eksempel i Mary Robinsons Angelina (1796). I Thomas Costains roman Below the Salt lader forfatteren Eleonora undslippe og gifte sig med en ridder med land i Irland og skabe en familie der. Serien Through a Dark Mist, In the Shadow of Midnight og The Last Arrow af Marsha Canham handler også om prinsessens redning. Begge romaner antyder, at William Marshal også ønskede, at Eleonora skulle blive befriet. Eleonora optræder også i romanerne Here Be Dragons af Sharon Kay Penman, Sirocco Wind from East af Virginia Ann Work, og som hovedpersonen i The Shimmering Sky af Rik Denton.
I sit digt The Lament of Eleonora of Bretagne forestiller den victorianske engelske romanforfatter og digter Menella Bute Smedley sig Eleonoras melankolske følelser, da hun bliver ældre under det kedsommelige fangenskab.